# Kancelář prezidenta republiky
Kancelář prezidenta republiky (KPR) je organizační složka státu, která zajišťuje výkon pravomocí, protokolární povinnosti a další činnosti spojené s osobou prezidenta České republiky a výkonem prezidentského úřadu. Původní československá prezidentská kancelář vznikla v roce 1919, po rozpadu Československa na ni v roce 1993 navázala česká prezidentská kancelář. Sídlí na Pražském hradě a v jejím čele je vedoucí (neoficiálně zvaný kancléř), kterým je od února 2024 Milan Vašina.
Kromě Kanceláře prezidenta republiky, zabývající se civilní oblastí, existuje také Vojenská kancelář prezidenta republiky.

## Historie
Kancelář presidenta republiky, jak byla dobově označována, byla v Československu zřízena 19. prosince 1919 na základě zákona č. 654/1919 Sb. Od počátku měla civilní a vojenské oddělení a v jejím čele stál přednosta. Prvním přednostou Kanceláře se stal Přemysl Šámal, který funkci kancléře Tomáše Garrigua Masaryka vykonával již od února toho roku. Prezidentská kancelář existovala i během protektorátu a převzali ji také komunisté. Její působnost byla upravena zákonem č. 176/1968, účinným od 1. ledna 1969, odkdy ji vedl státní tajemník prezidenta republiky. Titul osoby, která Kancelář vede, však byl zákonem č. 12/1970 změněn od 22. prosince 1970 na běžného „vedoucího“. Ke změnám došlo 15. března 1976 na základě zákonného opatření č. 16/1976 Sb., dle kterého nesla prezidentská kancelář název Kancelář presidenta Československé socialistické republiky. Od 15. dubna 1991 měla název Kancelář prezidenta České a Slovenské Federativní Republiky a podle zákona č. 135/1991 Sb. fungovala i po rozpadu Československa do 7. dubna 1993.
Česká Kancelář prezidenta republiky (KPR) byla jako právnická osoba a rozpočtová organizace se samostatnou kapitolou ve státním rozpočtu České republiky zřízena zákonem č. 114/1993 Sb., který vstoupil v účinnost 8. dubna 1993. Tento předpis také definoval Vojenskou kancelář prezidenta republiky (VKPR), dosud uváděnou jako součást civilní Kanceláře, jako samostatný vojenský útvar Armády České republiky. Od roku 1999 je VKPR útvarem ozbrojených sil České republiky. KPR se roku 2001 stala také organizační složkou státu.

## Organizace

Nový královský palác na Pražském hradě, sídlo Kanceláře prezidenta republiky

Kancelář prezidenta republiky je organizační složkou státu a rozpočtovou organizací se samostatnou kapitolou ve státním rozpočtu České republiky. Zaměstnanci KPR jsou v běžném pracovním poměru a nespadají pod státní službu.
Kancelář zajišťuje obstarávání věcí spojených s výkonem pravomocí prezidenta republiky, které stanovují zákony, s protokolárními povinnostmi a veřejnou činností prezidenta republiky. Dále hospodaří s nemovitým majetkem, tvořeným areálem Pražského hradu a zámkem Lány, a movitými věcmi, které souvisí s těmito nemovitostmi či činností samotné KPR. K hospodaření s nemovitostmi má Kancelář pravomoc zřizovat příspěvkové organizace. V roce 1993 byly zřízeny dvě takové organizace, a to Správa Pražského hradu a Lesní správa Lány.
Kancelář prezidenta republiky sídlí na Pražském hradě v prostorách Nového královského paláce. V jejím čele stojí vedoucí Kanceláře, neformálně zvaný kancléř, který je jmenován a odvoláván prezidentem republiky.
Součástí Kanceláře prezidenta republiky jsou dva specializované archivy, Archiv Kanceláře prezidenta republiky a Archiv Pražského hradu.

## Seznam vedoucích Kanceláře prezidenta republiky
V letech 1919–1968 přednosta, 1969–1970 státní tajemník prezidenta republiky, od roku 1970 vedoucí.
| Jméno                | Portrét              | Ve funkci od        | Ve funkci do                     | Prezident                                                                            |
| -------------------- | -------------------- | ------------------- | -------------------------------- | ------------------------------------------------------------------------------------ |
| Přemysl Šámal        | Přemysl Šámal        | 11. února 1919      | 30. listopadu 1938               | Tomáš Garrigue Masaryk (1918–1935) Edvard Beneš (1935–1938)                          |
| Jiří Havelka         |                      | 1. prosince 1938    | 25. dubna 1941                   | Emil Hácha (1938–1939 / 1939–1945)                                                   |
| August Adolf Popelka | August Adolf Popelka | 1941                | 1945                             | Emil Hácha (1938–1939 / 1939–1945)                                                   |
| Jaromír Smutný       | Jaromír Smutný       | 1940 (v exilu) 1945 | 1945 (v exilu) 31. prosince 1948 | Edvard Beneš (1940–1945 v exilu / 1945–1948) Klement Gottwald (1948–1953)            |
| Bohumil Červíček     |                      | 1. ledna 1949       | 30. září 1953                    | Klement Gottwald (1948–1953) Antonín Zápotocký (1953–1957)                           |
| Ladislav Novák       |                      | 1953                | 27. října 1968                   | Antonín Zápotocký (1953–1957) Antonín Novotný (1957–1968) Ludvík Svoboda (1968–1975) |
| Ján Pudlák           |                      | 28. října 1968      | 4. října 1976                    | Ludvík Svoboda (1968–1975) Gustáv Husák (1975–1989)                                  |
| Josef Haman          |                      | 5. října 1976       | 31. března 1978                  | Gustáv Husák (1975–1989)                                                             |
| František Šalda      |                      | 1. dubna 1978       | 29. prosince 1989                | Gustáv Husák (1975–1989)                                                             |
| Josef Lžičař         |                      | 29. prosince 1989   | 29. června 1990                  | Václav Havel (1989–1992 / 1993–2003)                                                 |
| Karel Schwarzenberg  | Karel Schwarzenberg  | 11. července 1990   | 1. července 1992                 | Václav Havel (1989–1992 / 1993–2003)                                                 |
| Luboš Dobrovský      | Luboš Dobrovský      | 1. srpna 1992       | únor 1996                        | Václav Havel (1989–1992 / 1993–2003)                                                 |
| Ivan Medek           | Ivan Medek           | 1. března 1996      | 31. prosince 1998                | Václav Havel (1989–1992 / 1993–2003)                                                 |
| Ivo Mathé            | Ivo Mathé            | 1. ledna 1999       | březen 2003                      | Václav Havel (1989–1992 / 1993–2003)                                                 |
| Jiří Weigl           | Jiří Weigl           | 10. března 2003     | březen 2013                      | Václav Klaus (2003–2013)                                                             |
| Vratislav Mynář      | Vratislav Mynář      | 14. března 2013     | 9. března 2023                   | Miloš Zeman (2013–2023)                                                              |
| Jana Vohralíková     |                      | 9. března 2023      | 15. února 2024                   | Petr Pavel (od 2023)                                                                 |
| Milan Vašina         |                      | 15. února 2024      | dosud                            | Petr Pavel (od 2023)                                                                 |